# SU-76
 (septembre 2014).
Si vous disposez d'ouvrages ou d'articles de référence ou si vous connaissez des sites web de qualité traitant du thème abordé ici, merci de compléter l'article en donnant les références utiles à sa vérifiabilité et en les liant à la section « Notes et références ».
Le SU-76 (Samokhodnaja Ustanovka 76) était un canon automoteur soviétique utilisé pendant la Seconde Guerre mondiale.

## Histoire
Le SU-76 était basé sur une version rallongée du châssis du char T-70. Sa construction rustique en fit le véhicule blindé soviétique le plus produit de la Seconde Guerre mondiale après le char T-34. Les équipages l'ont parfois surnommé « Сука » (Souka, « chienne », « salope »), ou de son diminutif « Сушка » (Souchka) ou « Голожопй Фердинанд » (« Golozhopiy Ferdinand » « Ferdinand cul-à-l’air ») à cause de la relative minceur de son blindage arrière. Si l'efficacité de son canon était reconnue, les équipages déploraient sa suspension au mieux mauvaise. 
Rem Nikolaevich Ulanov, vétéran décoré de la grande guerre patriotique, fit ses débuts comme conducteur-mécanicien, avant de commander un SU-76. Il avait baptisé son véhicule, Colombine d'après le personnage de la Commedia dell’arte italienne.

## Conception et développement
La conception du SU-76 débuta en novembre 1942, quand le Comité d'État pour la Défense ordonna la fabrication, pour le support de l'infanterie, d'automoteurs armés du canon ZiS-3 souvent appelés "ratsch boom" par leurs servants à cause de son bruit au coup de feu de 76,2 mm et de l'obusier M-30 de 122 mm. Le châssis du char léger T-70 fut choisi pour y installer le canon ZiS-3. Toutefois il était trop court pour une installation correcte du canon, et il fut rallongé en ajoutant une roue de route de chaque côté.
Dans la course à la livraison de la commande, la première version de production du SU-76 fut équipée d'une motorisation peu fiable, constitué deux moteurs d'automobile GAZ-202 joints en parallèle. En pratique, chaque chenille avait son propre moteur, et il était difficile pour le conducteur de contrôler les deux moteurs simultanément. Pire, de fortes vibrations entraînaient rapidement des pannes au niveau du moteur et de la transmission. Ces véhicules étaient entièrement protégés par du blindage.
Après 320 unités, la production du SU-76 fut arrêtée par les autorités pour régler les problèmes. Les deux concepteurs en chef du moteur GAZ, N. A. Astrov et A. A. Lipgart, changèrent rapidement le bloc moteur pour celui du T-70, plus fiable. Le toit du compartiment de combat fut aussi retiré, pour une utilisation plus aisée du canon. Cette version modifiée, appelée SU-76M, fut relancée en production début 1943. Cette pause dans la fabrication fut une raison de l'introduction du SU-76i comme remplacement temporaire du SU-76. Après cette pause, GAZ et deux usines de Kirov et Mytichtchi produisirent 13 932 SU-76 M (la plus grande partie, soit plus de 9 000 véhicules, étant construite par GAZ seule).
La production en masse des SU-76M se termina dans la seconde moitié de 1945, et ils furent retirés du service assez rapidement après la fin de la guerre. De nos jours, les SU-76M (à cause de leur nombre si important en comparaison avec le modèle de départ) sont souvent cités dans des textes, émissions de radio ou de télévision comme « SU-76 », sans le qualificatif « M ». Le SU-76 fut aussi la base du premier véhicule chenillé antiaérien soviétique, le ZSU-37.

### Variantes
- OSU-76 – Modèle expérimental basé sur un châssis de char T-60.
- SU-76 – Basé sur le châssis du char T-70, avec les deux moteurs mal disposés des premiers T-70. Peu d'exemplaires furent produits, et rapidement retirés des lignes de front.
- SU-76M – Modèle de production principal
- SU-76B – avec un compartiment de combat entièrement clos. Seuls quelques exemplaires furent produits.

- Le SU-76i (1943) était basé sur les châssis du Panzerkampfwagen III et du StuG III allemands, rééquipés d'un canon S-1 de 76,2 mm (dérivé du F-34 du char T-34). Environ 200 de ces véhicules capturés, la plupart provenant de Stalingrad, furent convertis à l'usine Zavod No. 38 en y ajoutant une nouvelle tourelle fixe. Il fut distribué aux régiments de chars et de canons automoteurs à partir de l'automne 1943.

### Munitions
| Munitions disponibles                                                                        |          |           |                     |
| Type                                                                                         | Modèle   | Masse, kg | Charge explosive, g |
| Projectiles perforants (vitesse à la bouche 700 m/s)                                         |          |           |                     |
| Antiblindage hautement explosif (APHE ou armor-piercing-high-explosive)                      | BR-350A  | 6.3       | 155                 |
| Antiblindage à coiffe ballistique (APBC ou armor-piercing-ballistic-capped)                  | BR-350SP | 6.5       | N/A                 |
| APCR (armor-piercing composite rigid) ou HVAP (High Velocity Armour Piercing)                | BR-350P  | 3.02      | N/A                 |
| Hautement explosif et fragmentation (vitesse à la bouche 680 m/s)                            |          |           |                     |
| HEAT (High Explosive Anti-Tank ou Charge Creuse)                                             | BP-353A  | 3.94      | 600                 |
| HE/Fragmentation acier                                                                       | OF-350   | 6.2       | 710                 |
| HE/Fragmentation acier                                                                       | OF-350   | 6.2       | 710                 |
| HE/Fragmentation fer aciéreux                                                                | OF-350A  | 6.2       | 640                 |
| Fragmentation fer aciéreux                                                                   | O-350A   | 6.21      | 540                 |
| HE/Fragmentation                                                                             | OF-350B  | 6.2       | 540                 |
| HE/Fragmentation                                                                             | OF-363   | 6.2       | 540                 |
| HE                                                                                           | F-354    | 6.41      | 785                 |
| HE                                                                                           | F-354M   | 6.1       | 815                 |
| HE développé en France                                                                       | F-354F   | 6.41      | 785                 |
| Autres projectiles (vitesse à la bouche jusqu'à 680 m/s)                                     |          |           |                     |
| HEAT (High Explosive Anti-Tank ou Charge Creuse), développé après la Seconde Guerre mondiale | BK-354   | 7         | 740                 |
| Shrapnel                                                                                     | Sh-354   | 6.5       | 85                  |
| Shrapnel                                                                                     | Sh-354T  | 6.66      | 85                  |
| Shrapnel                                                                                     | Sh-354G  | 6.58      | 85                  |
| Shrapnel                                                                                     | Sh-361   | 6.61      | 85                  |
| Chimique                                                                                     | OH-350   | 6.25      |                     |
| Incendiaire longue portée                                                                    | Z-350    | 6.24      | 240                 |
| Incendiaire                                                                                  | Z-354    | 4.65      | 240                 |
| Fumigène longue portée                                                                       | D-350    | 6.45      | N/A                 |
| Fumigène steely iron                                                                         | D-350A   | 6.45      | N/A                 |

| Table de pénétration des blindages |                      |                       |
| Projectile anti-blindage BR-350A |                      |                       |
| Distance, m | Pénération à 60°, mm | Pénétration à 90°, mm |
| 100 | 67                   | 82                    |
| 500 | 61                   | 75                    |
| 1000 | 55                   | 67                    |
| 1500 | 49                   | 60                    |
| 2000 | 43                   | 53                    |
| Ces données ont été obtenues par les méthodes soviétiques de mesure de la pénétration dans les blindages (75 % de probabilité de pénétration). Elles ne sont pas directement comparables avec les données occidentales du même type |                      |                       |

## Au combat
Le SU-76M remplaça virtuellement les chars d'infanterie dans le rôle de support rapproché. Son blindage léger et sa tourelle découverte le rendaient vulnérable aux armes antichar, grenades et armes légères. Son poids assez faible et sa faible pression au sol lui donnaient une bonne mobilité.
Comme tous les canons automoteurs soviétiques, les SU-76M combinait trois rôles sur le champ de bataille : canon d'assaut léger, chasseur de chars léger, et batterie d'artillerie mobile pour le tir indirect. Comme canon d'assaut léger le SU-76M était assez apprécié des fantassins soviétiques (contrairement à ses propres équipages). Il était mieux armé que tous les chars légers qui l'avaient précédé dans le rôle de support, et la communication entre l'infanterie et l'équipage était aisée, grâce à l'absence de toit. Ceci fut extrêmement utile en combat urbain, où une bonne synergie entre l'infanterie et les véhicules blindés est la clé du succès. Bien que le compartiment de combat fut extrêmement vulnérable aux armes légères et aux grenades à main, il sauva souvent la vie aux équipages lors d'un impact de projectile à charge creuse comme les Panzerfaust : dans un véhicule fermé, la surpression aurait immédiatement tué tout l'équipage.
Le SU-76M était un bon adversaire à tous les chars légers et moyens allemands. Il pouvait aussi mettre hors de combat un Panther en cas d'impact dans le blindage latéral, mais le canon ZiS-3 n'était pas suffisant face aux chars Tigre. Les manuels soviétiques d'utilisation du SU-76M préconisaient aux tireurs de viser les chenilles ou le fût du canon des chars Tigre. Pour améliorer les capacités anti-blindage des SU-76M, les projectiles à haute vélocité (HVAP : High Velocity Armor Piercing) et les charges creuses firent leur apparition; ils donnèrent de meilleures chances au SU-76M face aux chars allemands les plus lourdement blindés.
Les autres avantages du SU-76M en lutte antichar étaient sa faible hauteur, sa discrétion sonore, et une bonne mobilité. Ils en faisaient un outil idéal pour les embuscades et les attaques par l'arrière et les flancs, incluant le combat à courte portée, dans lesquelles le canon ZiS-3 était suffisant contre tous les types de véhicules blindés allemands.
Mais toutes ces opérations nécessitaient des chefs de char expérimentés tactiquement, et de sérieuses préparations défensives. En fait, il n'est pas correct de classer le SU-76M comme chasseur de chars ou JagdPanzer dans la terminologie militaire allemande. En réalité, le SU-76M était un canon mobile antichar dédié au support d'infanterie, et ressemblait fortement au blindé allemand Marder II. Il en résultait qu'il pouvait être considéré comme un PanzerJäger, dans la classification des canons automoteurs allemands.
L'angle de site maximal du canon ZiS-3 du SU-76M était le plus important parmi les canons automoteurs soviétiques. Sa portée maximale en tir indirect était de 13 kilomètres.
Aussi, les SU-76Ms furent parfois utilisés comme des véhicules légers d'artillerie (comme le Wespe allemand) pour le bombardement ou l'appui-feu indirect. Mais, la plupart du temps la munition de 76,2 mm n'était pas suffisamment puissante.
Il est aussi à noter que le SU-76M était le seul véhicule soviétique capable de circuler dans des marais avec un support minimal du génie. Durant la campagne de libération de la Biélorussie en 1944, il fut extrêmement utile pour organiser des attaques surprise à travers des marais, en contournant les voies de pénétration "à pied sec" solidement défendues par les Allemands. Habituellement, seule l'infanterie légère pouvait passer à travers des marais (et quelques mitrailleuses suffisaient à la repousser ou à en bloquer l'avance). Avec l'appui du SU-76M, les soldats soviétiques pouvaient efficacement détruire les points fortifiés allemands, et assurer la victoire. Après avoir traversé les marais, les SU-76M pouvaient être utilisés comme artillerie légère, ou comme canon antichar pour faire face aux contre-attaques.
Le SU-76M avait un grand nombre de types de munitions. Ceci incluait les anti-blindages (traditionnels à pointe renforcée ou bien équipés de sabot, c'est-à-dire sous-calibrés à haute vélocité), charge creuse, hautement explosif, à fragmentation, shrapnel et incendiaire. Cette caractéristique fit du SU-76M un blindé léger véritablement multi-usages.
Il fut également utilisé au combat durant la guerre de Corée par la Corée du Nord.

## Exemplaires survivants
Étant donné le grand nombre d'exemplaires produits, beaucoup de SU-76M ont survécu à l'après-guerre, et il en résulte que la plupart des grands musées militaires russes ont des SU-76 en exposition. Ils peuvent être vus dans les monuments dédiés à la grande guerre patriotique, ou dans les musées de la Seconde Guerre mondiale, de nombreuses villes russes, biélorusses et ukrainiennes et à Dresde. Le musée militaire national de Bucarest, en Roumanie en possède aussi un exemplaire en bon état.

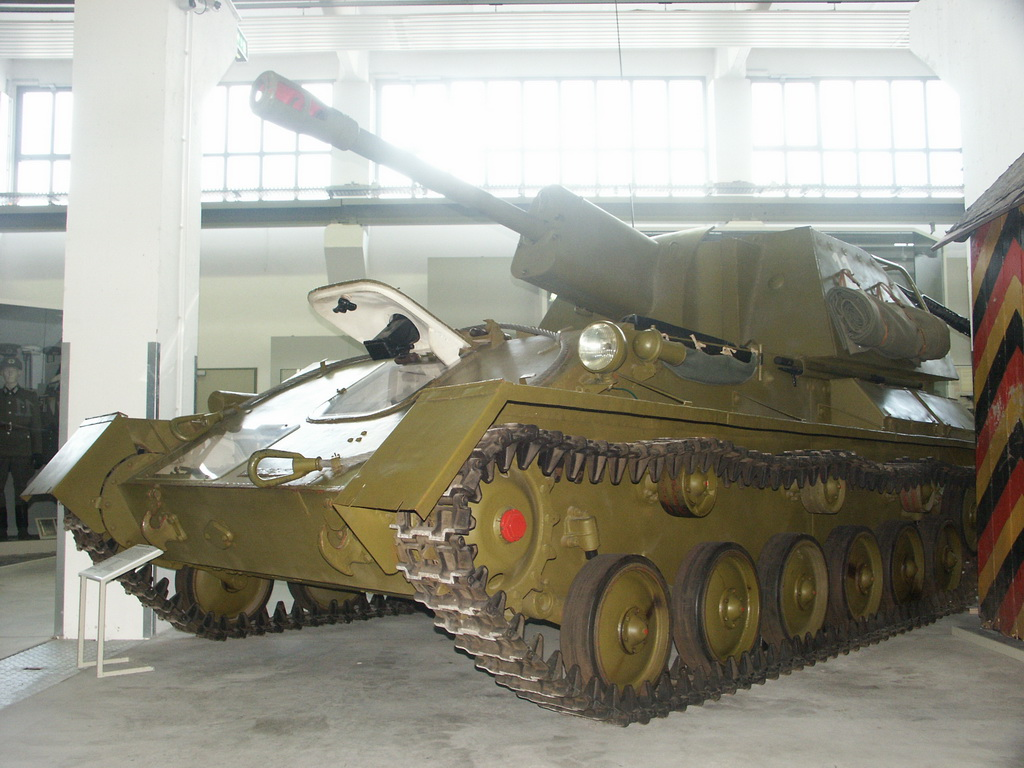
Vue d'un SU-76 au musée d'histoire militaire de Dresde
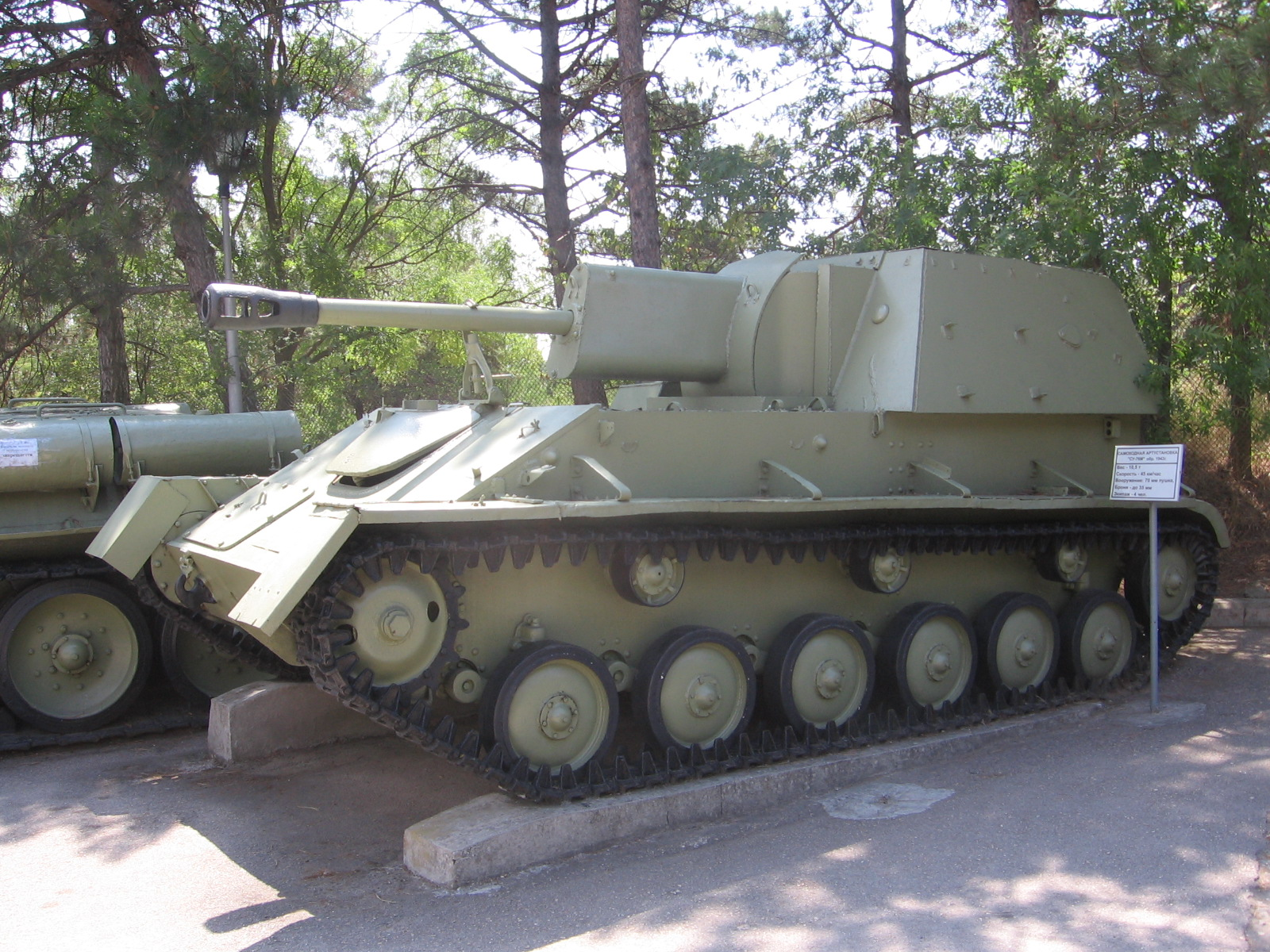
SU-76M au mémorial de "l'attaque du Mont Sapoune du 7 mai 1944" à Sebastopol
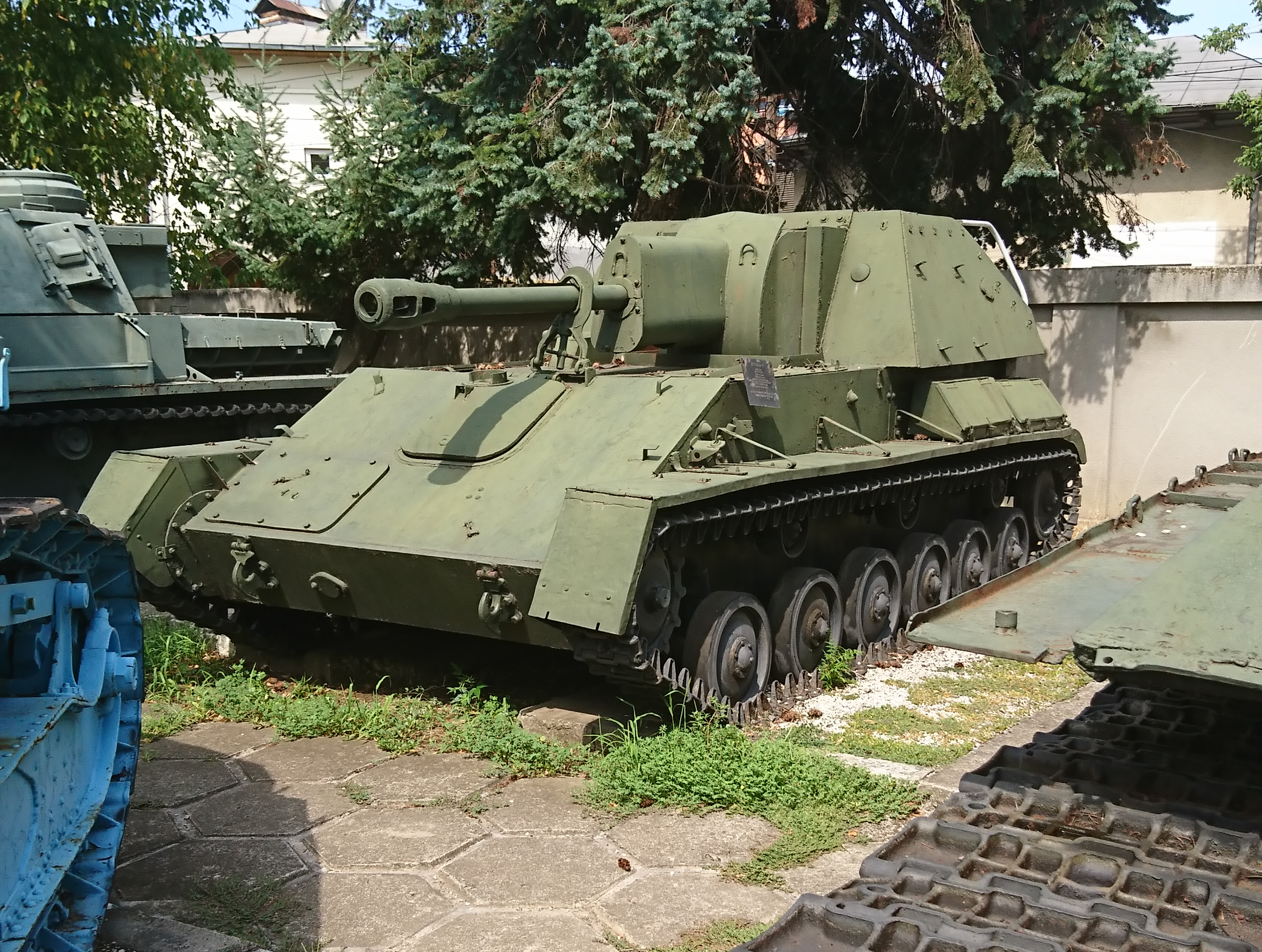
SU-76 au musée militaire national de Bucarest
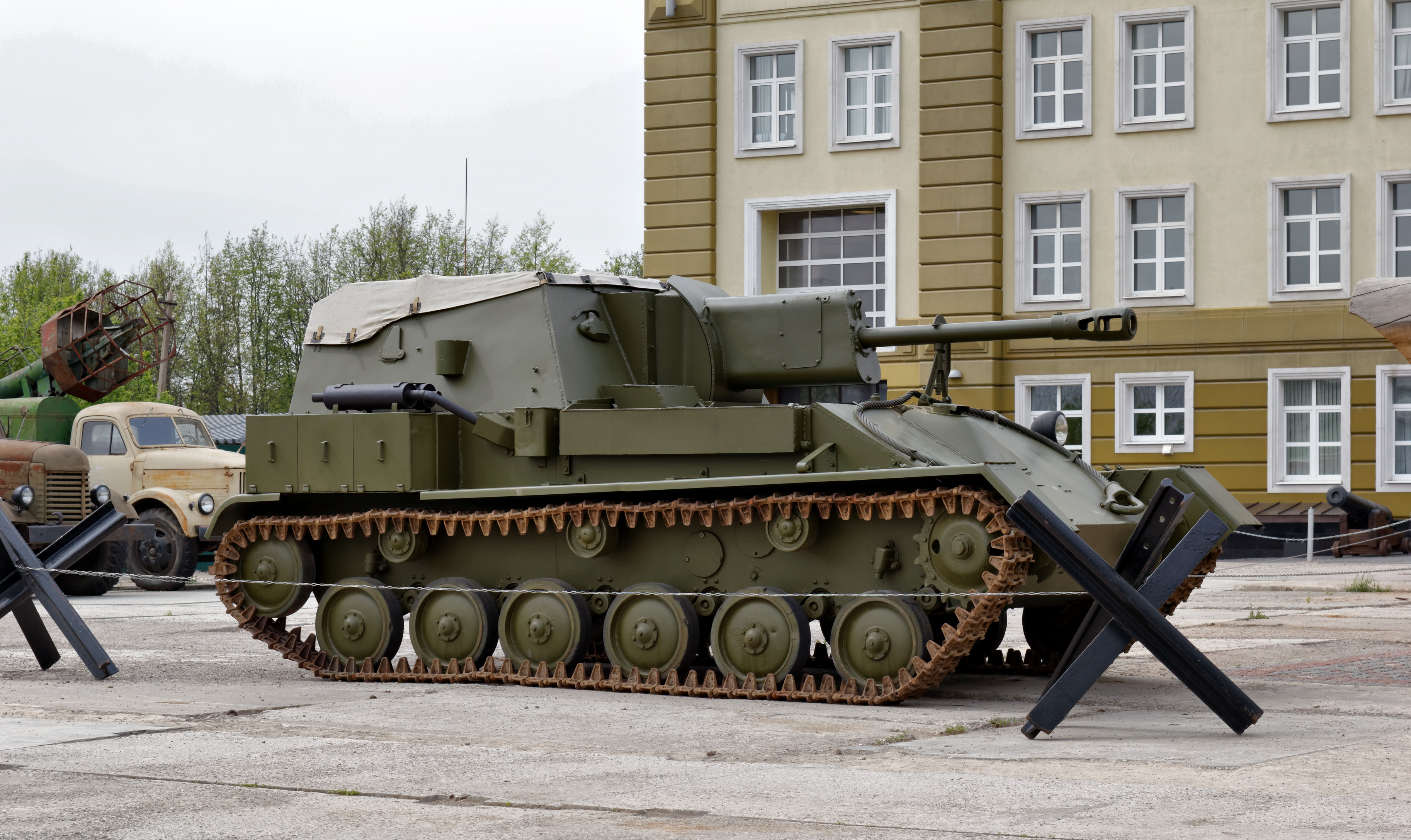
SU-76 au musée "Vadim Zadorozhny" à Arkhangelsk
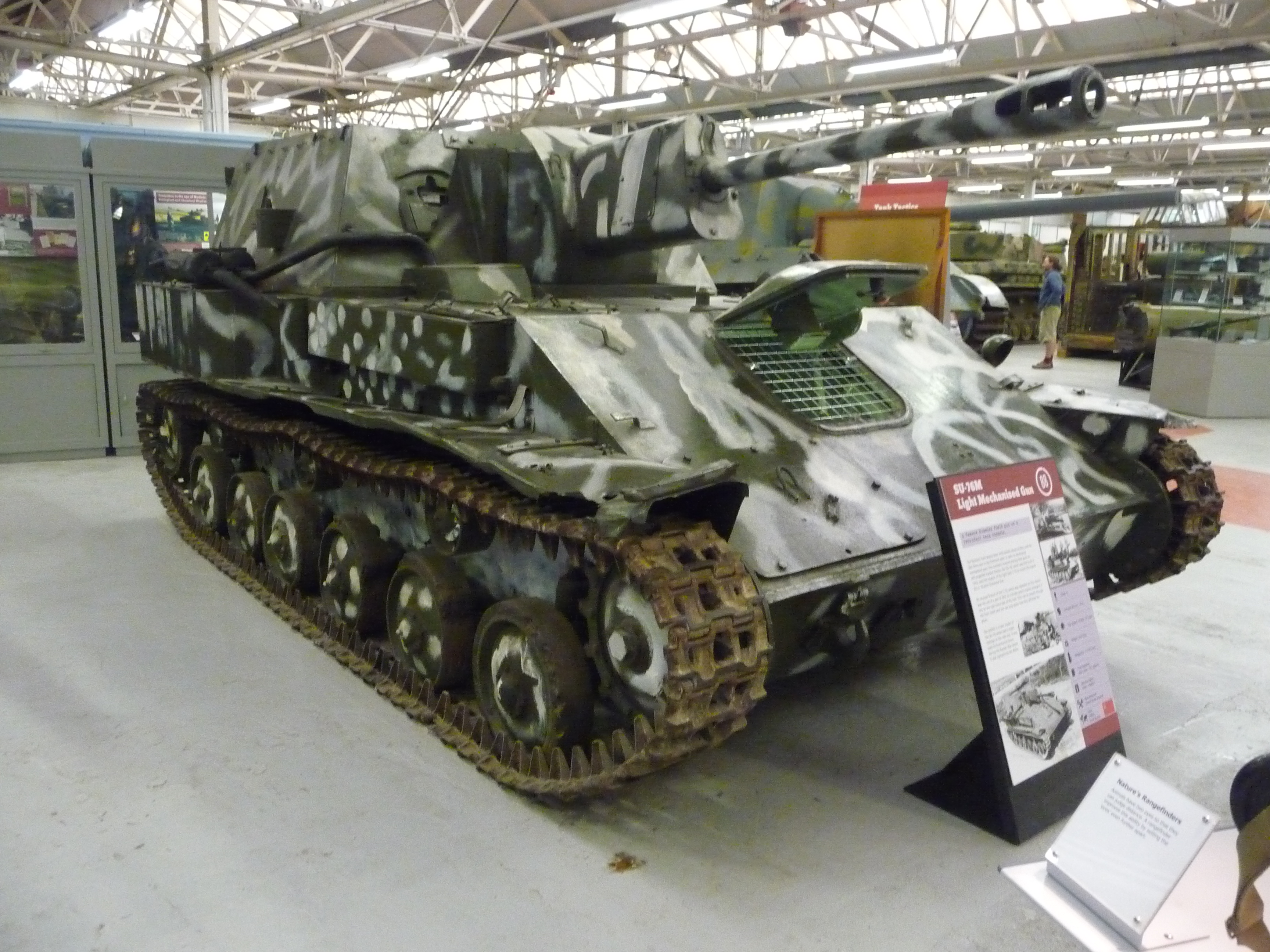
SU-76M au Musée des Blindés de Bovington
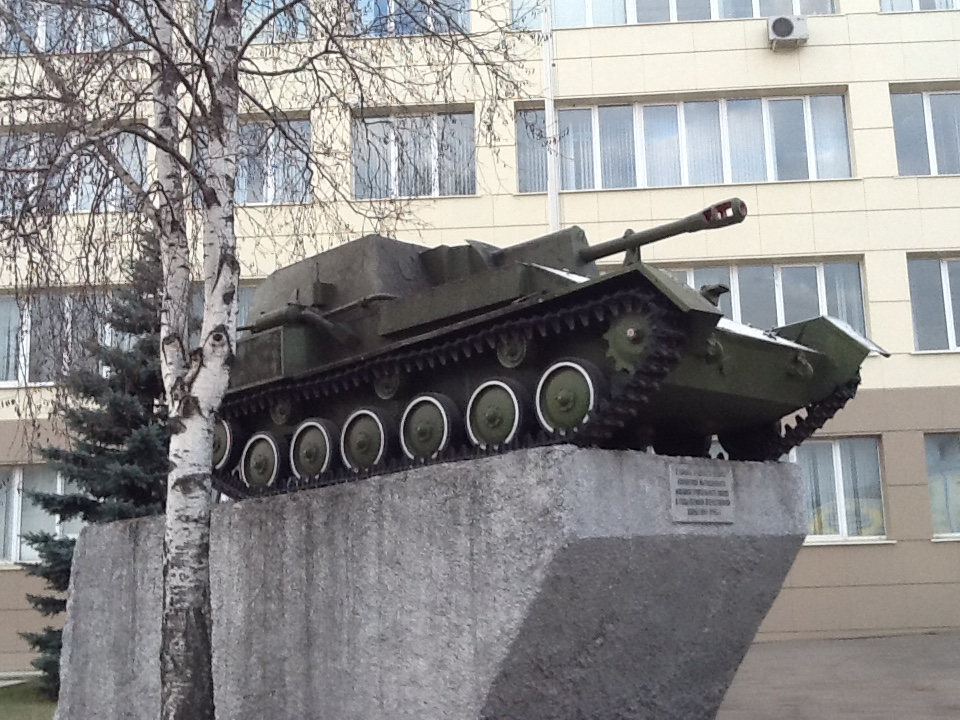
Monument au SU-76M à Mytishchi, oblast de Moscou
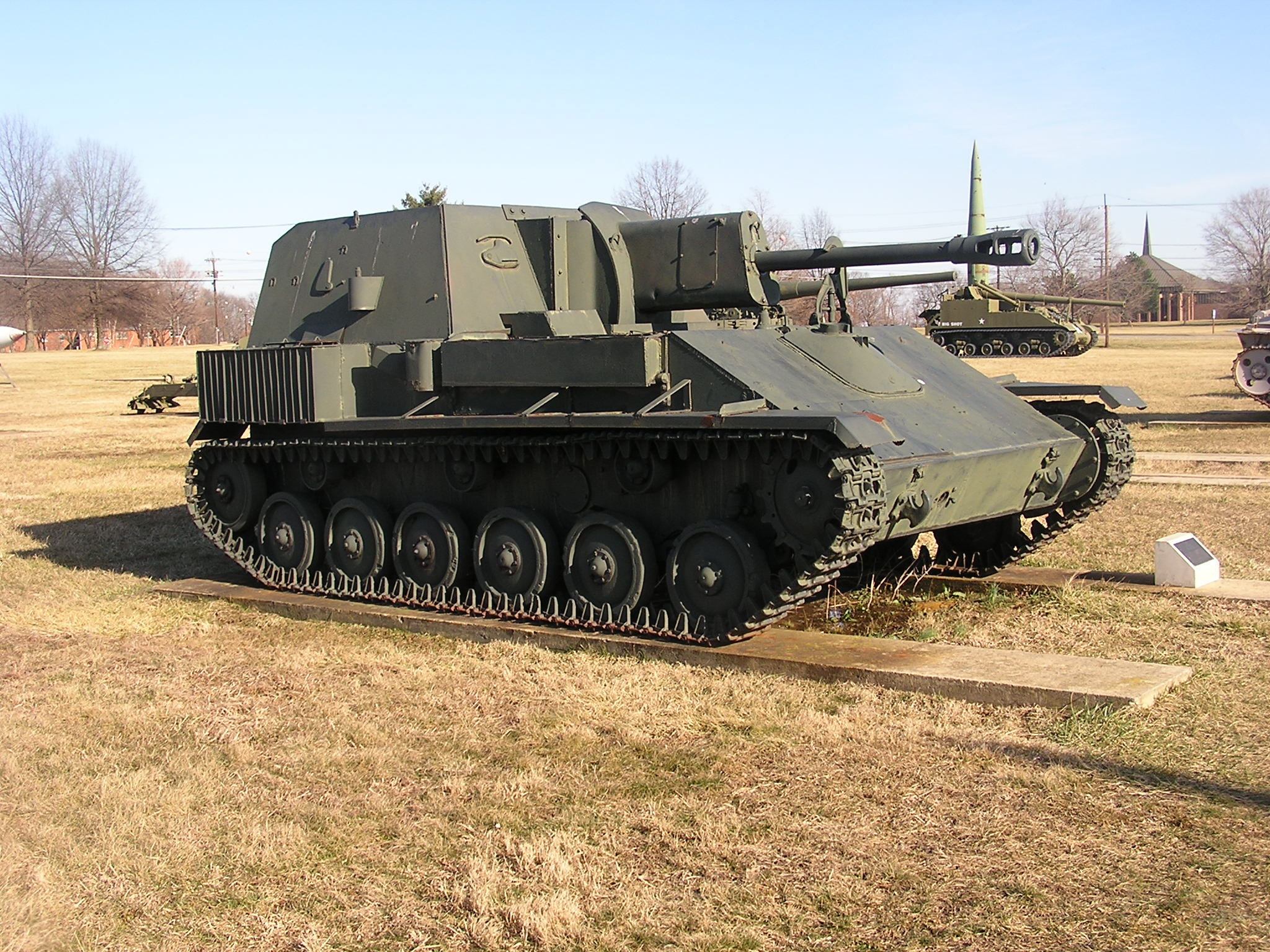
SU76 au United States Army Ordnance Training and Heritage Center à Aberdeen Proving Ground
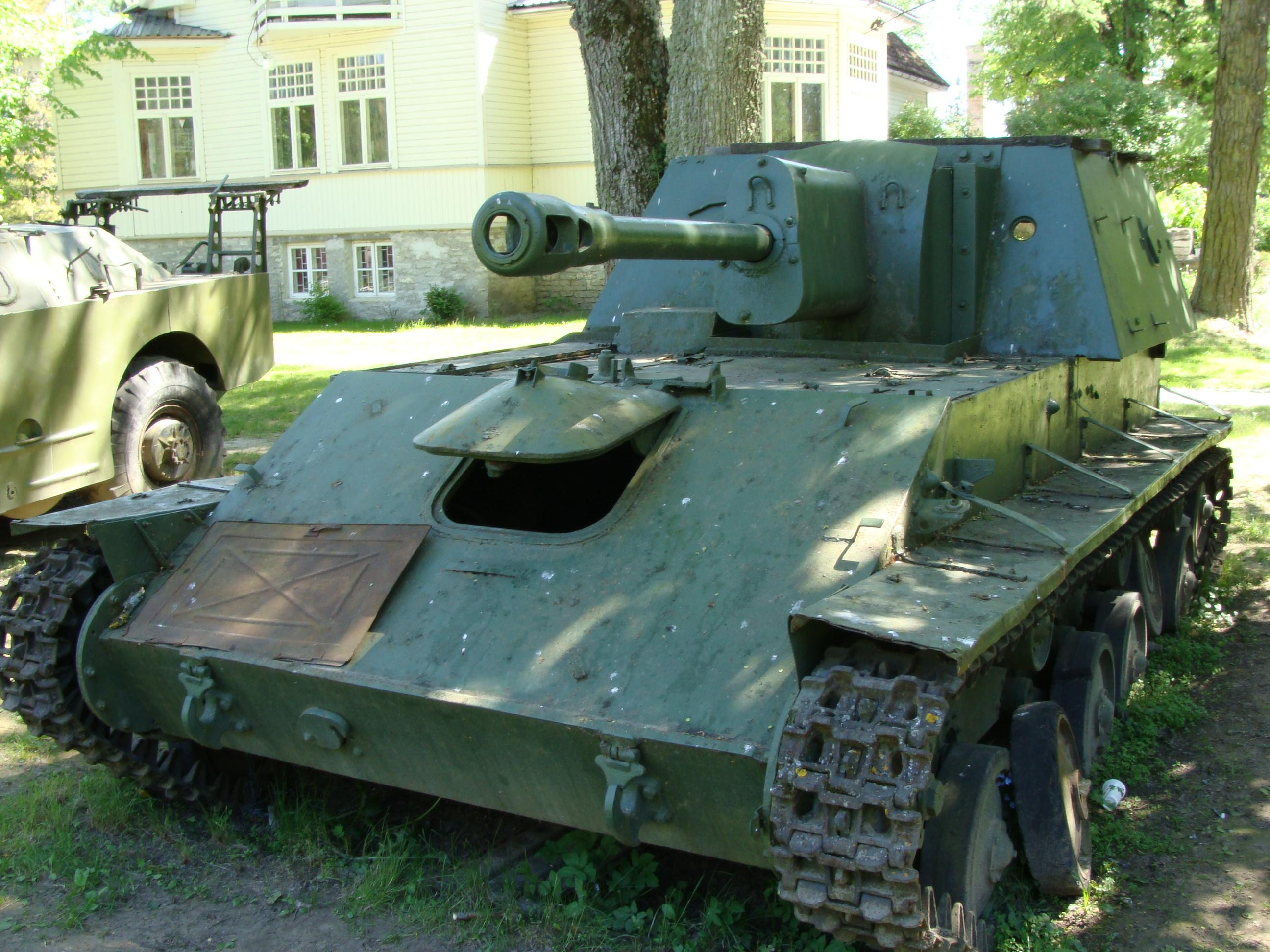
SU-76 au Musée de la lutte pour la liberté de l'Estonie à Lagedi
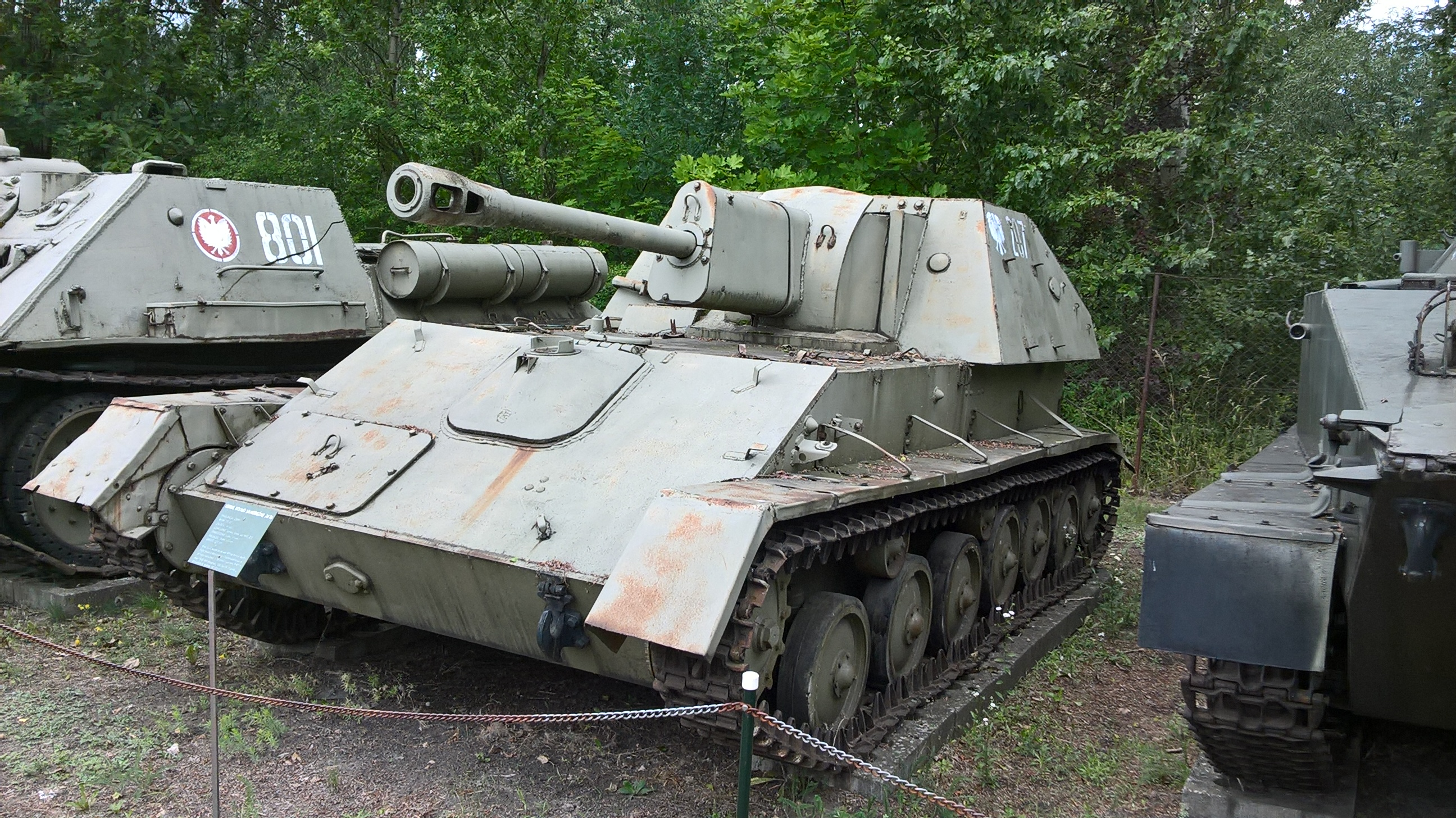
SU-76M au musée des Techniques militaires polonaises de Varsovie.
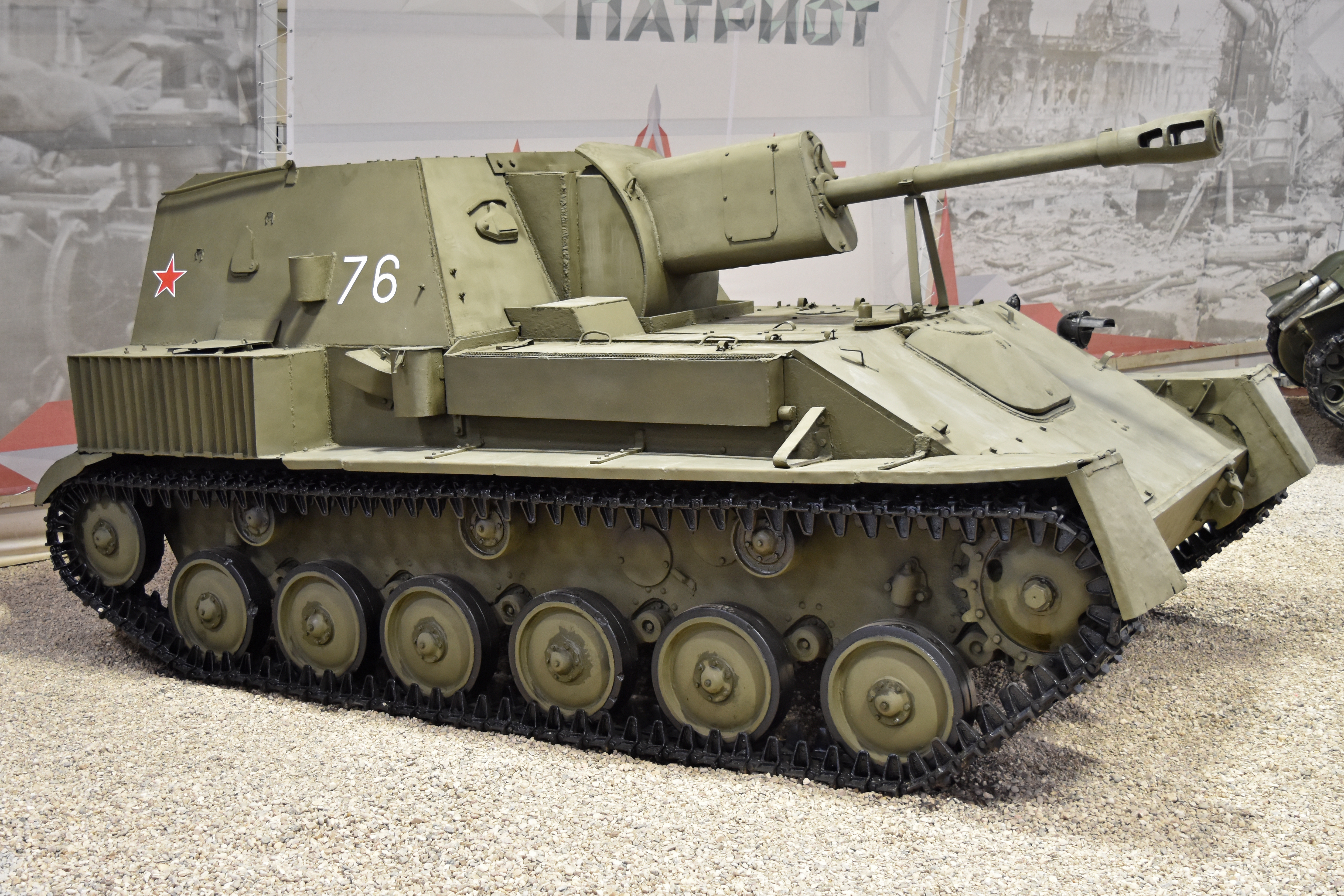
SU-76M au Musée des Blindés de Koubinka, oblast de Moscou